# Boissy-aux-Cailles
Boissy-aux-Cailles is een gemeente in het Franse departement Seine-et-Marne (regio Île-de-France) en telt 271 inwoners (1999). De plaats maakt deel uit van het arrondissement Fontainebleau.

## Geografie
De oppervlakte van Boissy-aux-Cailles bedraagt 16,5 km², de bevolkingsdichtheid is 16,4 inwoners per km².
De onderstaande kaart toont de ligging van Boissy-aux-Cailles met de belangrijkste infrastructuur en aangrenzende gemeenten.

## Demografie
Onderstaande figuur toont het verloop van het inwonertal (bron: INSEE-tellingen).